# スターティアン氷期
スターティアン氷期（スターティアンひょうき）は、地球が大規模な氷河・氷床の発達を再度経験したクライオジェニアン紀における、単一あるいは複数の氷期。スターティアン氷期の期間の定義は様々であり、年代は約7億1700万年前から約6億4300万年前に亘る。Stern et al. は7億1500万年前から6億8000万年前に位置付けている。
Eyles and Youngによると、オーストラリア南東部とカナダ北部の新原生代層序には氷河性岩石が顕著に分布しており、スターティアン氷期の堆積物は不整合面を挟んでBurra層群の岩石の上に位置する。スターティアン氷期の層序には氷河氷床の成長と後退を示す2つの主要なダイアミクタイト-泥岩シーケンスが見られる。これは層序的には北アメリカのRaptian累層と対応する。
ノルウェー北部のルイシュのモレーンはこの時代に堆積した可能性がある。2010年にはカナダの氷河堆積物に挟まれた火山岩層がウラン・鉛年代測定法により約7億1650万年前のものであると推定されている。古地磁気学的研究から当時のカナダは赤道付近に位置していたことが示唆されており、地球全域が氷河氷床に覆われたスノーボールアースの状況にあったことが推測されている。
スターティアン氷期とその次の氷期であるマリノアン氷期の間では、藻類に典型的なステロイドの生命存在指標の卓越から、藻類が海洋で繁栄を遂げたと推測されている。スターティアン氷期で海水準が低下し、海面上に露出した陸地は風化作用を受け、海水にリンが流出することになった。必須栄養素を受容した真核生物の藻類は貧リン環境に適応した原核生物である藍藻との生存競争に勝利し、食物連鎖の構造を藍藻によるものよりも効率的なものに改変したとされる。